# Portets
Ne doit pas être confondu avec Portet ou Portet-sur-Garonne.
Portets (prononcé [pɔʁˈtɛs]) est une commune du Sud-Ouest de la France, située dans le département de la Gironde, en région Nouvelle-Aquitaine. Son nom occitan est Portèths.

## Géographie

### Localisation
Commune de l'aire d'attraction de Bordeaux située sur la rive gauche de la Garonne à 22 km au sud-est de Bordeaux, chef-lieu de département, à 22 km au nord-ouest de Langon, chef-lieu d'arrondissement, et à 7 km au nord-ouest de Podensac, chef-lieu de canton. Elle est la ville-centre d'une unité urbaine dans la couronne périurbaine de l'aire d'attraction de Bordeaux,
Le sud du territoire communal est couvert de forêts qui font partie de la frange est des landes girondines.

### Communes limitrophes
Les communes limitrophes en sont Arbanats au sud-est, Saint-Michel-de-Rieufret au sud sur à peine plus d'un kilomètre, Saint-Selve au sud-ouest, et Castres-Gironde à l'ouest ; sur la rive droite de la Garonne se trouvent les communes de Tabanac au nord, Le Tourne au nord-nord-est, Langoiran au nord-est et Lestiac-sur-Garonne à l'est-nord-est.
|                 | Tabanac Le Tourne Rive droite de | Langoiran Lestiac-sur-Garonne la Garonne |
| Castres-Gironde | Portets                          |                                          |
| Saint-Selve     | Saint-Michel-de-Rieufret         | Arbanats                                 |

### Climat
Pour des articles plus généraux, voir Climat de la Nouvelle-Aquitaine et Climat de la Gironde.
Historiquement, la commune est exposée à un climat océanique aquitain.  
En 2020, Météo-France publie une typologie des climats de la France métropolitaine dans laquelle la commune est exposée à un climat océanique et est dans la région climatique  Aquitaine, Gascogne, caractérisée par une pluviométrie abondante au printemps, modérée en automne, un faible ensoleillement au printemps, un été chaud (19,5 °C), des vents faibles, des brouillards fréquents en automne et en hiver et des orages fréquents en été (15 à 20 jours).
Pour la période 1971-2000, la température annuelle moyenne est de 13,3 °C, avec une amplitude thermique annuelle de 14,8 °C. Le cumul annuel moyen de précipitations est de 875 mm, avec 11,8 jours de précipitations en janvier et 6,8 jours en juillet. Pour la période 1991-2020, la température moyenne annuelle observée sur la station météorologique la plus proche, située sur la commune de Cadaujac à 11 km à vol d'oiseau, est de 13,8 °C et le cumul annuel moyen de précipitations est de 918,3 mm,. Pour l'avenir, les paramètres climatiques de la commune estimés pour 2050 selon différents scénarios d’émission de gaz à effet de serre sont consultables sur un site dédié publié par Météo-France en novembre 2022.

## Urbanisme

### Typologie
Au 1er janvier 2024, Portets est catégorisée petite ville, selon la nouvelle grille communale de densité à sept niveaux définie par l'Insee en 2022.
Elle appartient à l'unité urbaine de Portets, une agglomération intra-départementale regroupant cinq  communes, dont elle est ville-centre,,. Par ailleurs la commune fait partie de l'aire d'attraction de Bordeaux, dont elle est une commune de la couronne,. Cette aire, qui regroupe 275 communes, est catégorisée dans les aires de 700 000 habitants ou plus (hors Paris),.

### Occupation des sols

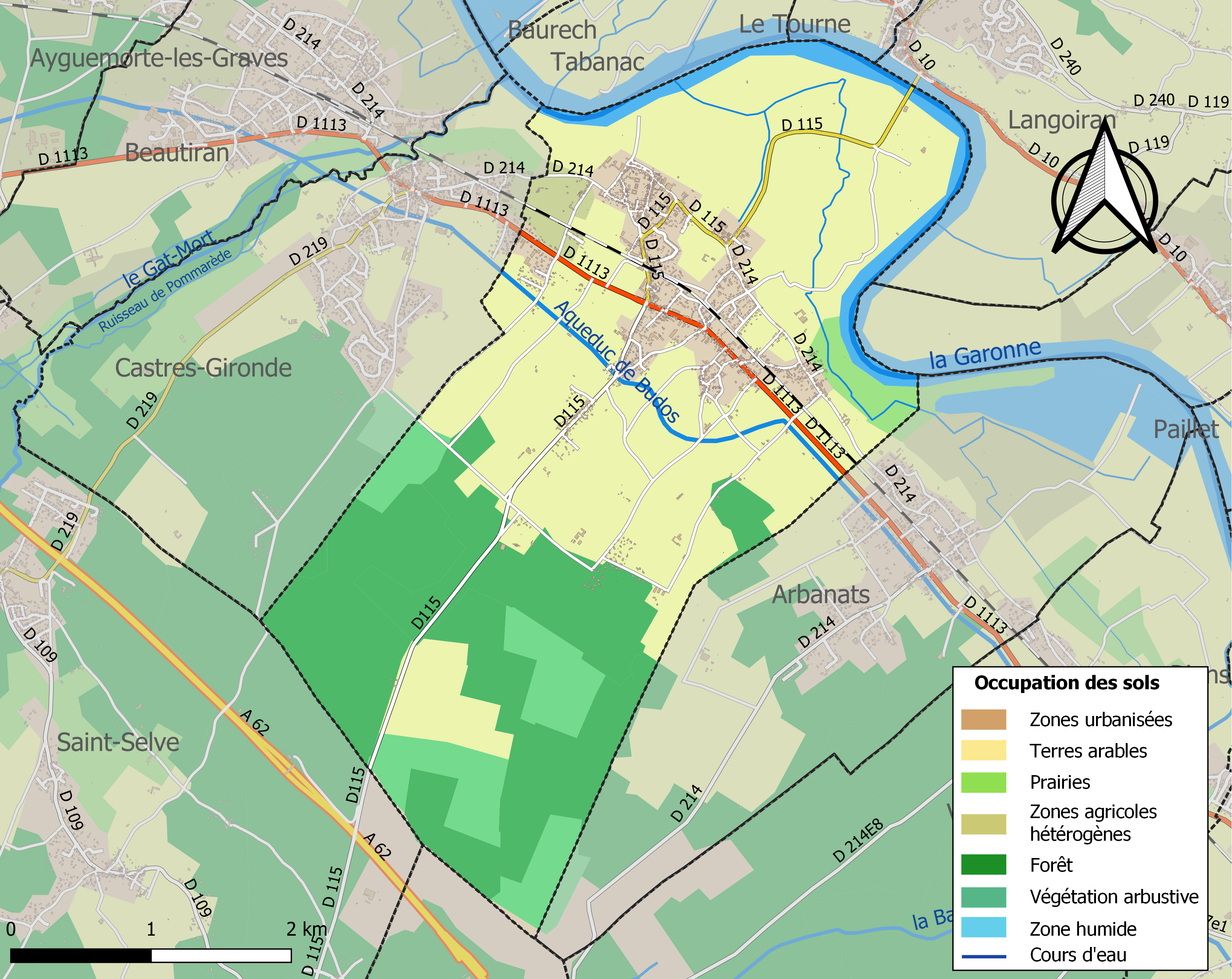
Carte des infrastructures et de l'occupation des sols de la commune en 2018 (CLC).

L'occupation des sols de la commune, telle qu'elle ressort de la base de données européenne d’occupation biophysique des sols Corine Land Cover (CLC), est marquée par l'importance des territoires agricoles (53,5 % en 2018), en augmentation par rapport à 1990 (47,4 %). La répartition détaillée en 2018 est la suivante : 
cultures permanentes (50,4 %), forêts (26,6 %), zones urbanisées (8,6 %), milieux à végétation arbustive et/ou herbacée (7,6 %), eaux continentales (3,5 %), prairies (1,6 %), zones agricoles hétérogènes (1,4 %), mines, décharges et chantiers (0,2 %). L'évolution de l’occupation des sols de la commune et de ses infrastructures peut être observée sur les différentes représentations cartographiques du territoire : la carte de Cassini (XVIIIe siècle), la carte d'état-major (1820-1866) et les cartes ou photos aériennes de l'IGN pour la période actuelle (1950 à aujourd'hui).

### Voies de communication et transports
La commune est traversée par la route départementale 1113, ancienne route nationale 113, qui relie Bordeaux à Langon et plus loin Marmande et est à proximité du premier pont sur la Garonne en amont de Bordeaux qui relie la rive droite (Langoiran) à la rive gauche (Portets).
L'accès le plus proche à l'autoroute A62 est le no 1.1, dit de La Brède, qui se trouve à environ 6 km vers l'ouest.
La commune bénéficie d'une gare SNCF sur la ligne Bordeaux-Sète du TER Nouvelle-Aquitaine.

### Risques majeurs
Le territoire de la commune de Portets est vulnérable à différents aléas naturels : météorologiques (tempête, orage, neige, grand froid, canicule ou sécheresse), inondations, feux de forêts et séisme (sismicité très faible). Un site publié par le BRGM permet d'évaluer simplement et rapidement les risques d'un bien localisé soit par son adresse soit par le numéro de sa parcelle.
Certaines parties du territoire communal sont susceptibles d’être affectées par le risque d’inondation par débordement de cours d'eau, notamment la Garonne et l'Aqueduc de Budos. La commune a été reconnue en état de catastrophe naturelle au titre des dommages causés par les inondations et coulées de boue survenues en 1982, 1993, 1994, 1998, 1999, 2009, 2014 et 2021,.
Portets est exposée au risque de feu de forêt. Depuis le 20 avril 2016, les départements de la Gironde, des Landes et de Lot-et-Garonne disposent d’un règlement interdépartemental de protection de la forêt contre les incendies. Ce règlement vise à mieux prévenir les incendies de forêt, à faciliter les interventions des services et à limiter les conséquences, que ce soit par le débroussaillement, la limitation de l’apport du feu ou la réglementation des activités en forêt. Il définit en particulier cinq niveaux de vigilance croissants auxquels sont associés différentes mesures,.

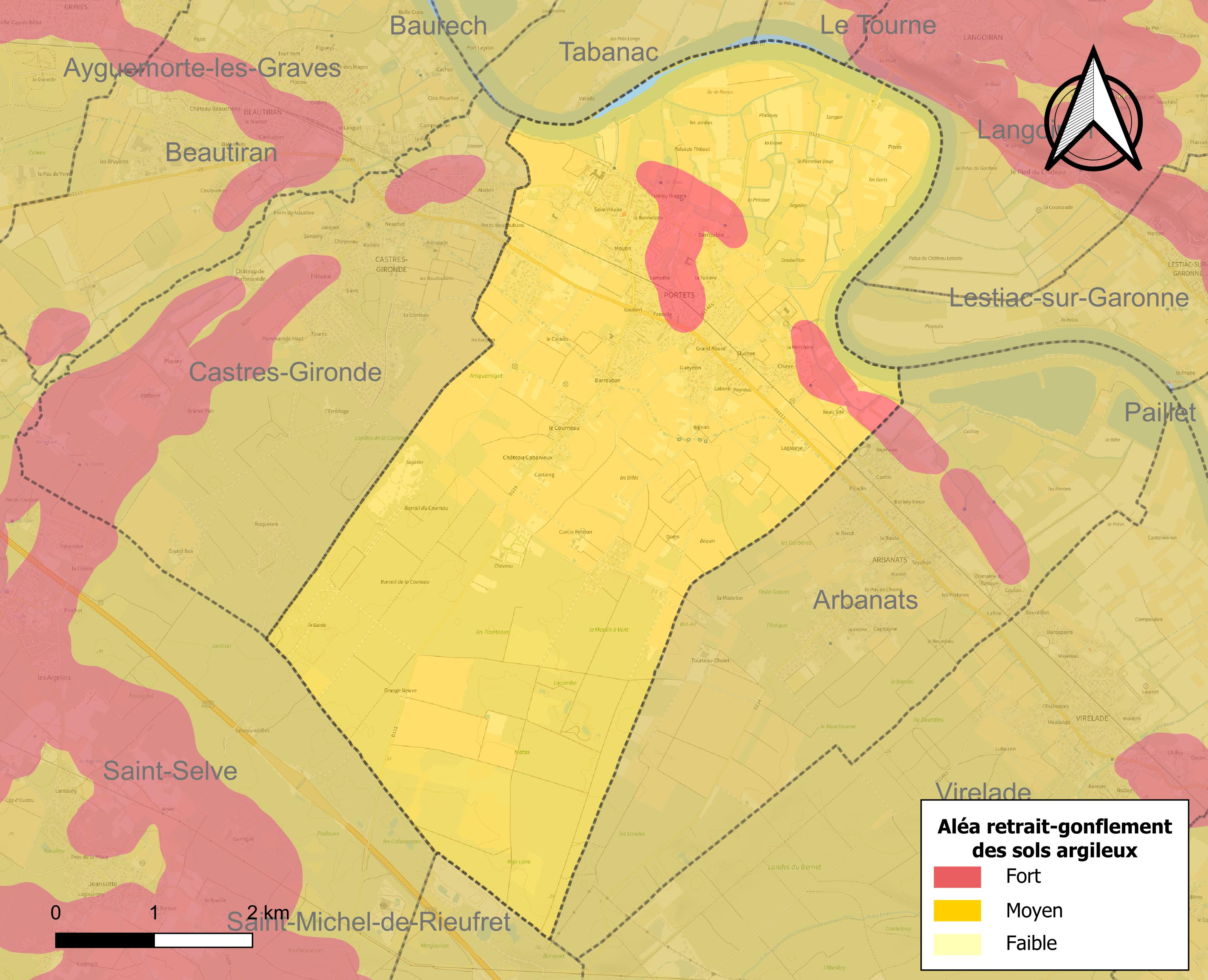
Carte des zones d'aléa retrait-gonflement des sols argileux de Portets.

Le retrait-gonflement des sols argileux est susceptible d'engendrer des dommages importants aux bâtiments en cas d’alternance de périodes de sécheresse et de pluie. 99,8 % de la superficie communale est en aléa moyen ou fort (67,4 % au niveau départemental et 48,5 % au niveau national). Sur les 1 165 bâtiments dénombrés sur la commune en 2019, 1 165 sont en aléa moyen ou fort, soit 100 %, à comparer aux 84 % au niveau départemental et 54 % au niveau national. Une cartographie de l'exposition du territoire national au retrait gonflement des sols argileux est disponible sur le site du BRGM,.
Par ailleurs, afin de mieux appréhender le risque d’affaissement de terrain, l'inventaire national des cavités souterraines permet de localiser celles situées sur la commune.
Concernant les mouvements de terrains, la commune a été reconnue en état de catastrophe naturelle au titre des dommages causés par la sécheresse en 2015 et par des mouvements de terrain en 1993, 1994 et 1999.

## Toponymie
La commune tire son nom de l'ancienne activité de son port sur la Garonne aujourd'hui transformé en halte nautique à vocation touristique grâce à un ponton-passerelle.
Le nom de la commune est Portèth en gascon (prononcer Pourtèt, Pourtèts ou Pourtètz ?).
Ses habitants sont appelés les Portésiens.

## Histoire
Pour l'état de la commune au XVIIIe siècle, voir l'ouvrage de Jacques Baurein.
À la Révolution, la paroisse Saint-Vincent de Portets forme la commune de Portets.

## Démographie
L'évolution du nombre d'habitants est connue à travers les recensements de la population effectués dans la commune depuis 1793. Pour les communes de moins de 10 000 habitants, une enquête de recensement portant sur toute la population est réalisée tous les cinq ans, les populations de référence des années intermédiaires étant quant à elles estimées par interpolation ou extrapolation. Pour la commune, le premier recensement exhaustif entrant dans le cadre du nouveau dispositif a été réalisé en 2006.

En 2022, la commune comptait 2 638 habitants, en évolution de −1,79 % par rapport à 2016 (Gironde : +6,91 %, France hors Mayotte : +2,11 %).
| 1793  | 1800  | 1806  | 1821  | 1831  | 1836  | 1841  | 1846  | 1851  |
| ----- | ----- | ----- | ----- | ----- | ----- | ----- | ----- | ----- |
| 1 684 | 1 664 | 1 737 | 1 744 | 1 830 | 1 881 | 1 820 | 1 873 | 1 864 |

| 1856  | 1861  | 1866  | 1872  | 1876  | 1881  | 1886  | 1891  | 1896  |
| ----- | ----- | ----- | ----- | ----- | ----- | ----- | ----- | ----- |
| 1 804 | 1 904 | 1 902 | 1 906 | 1 883 | 1 904 | 1 996 | 2 013 | 2 027 |

| 1901  | 1906  | 1911  | 1921  | 1926  | 1931  | 1936  | 1946  | 1954  |
| ----- | ----- | ----- | ----- | ----- | ----- | ----- | ----- | ----- |
| 1 953 | 1 865 | 1 827 | 1 725 | 1 781 | 1 780 | 1 732 | 1 643 | 1 678 |

| 1962  | 1968  | 1975  | 1982  | 1990  | 1999  | 2006  | 2011  | 2016  |
| ----- | ----- | ----- | ----- | ----- | ----- | ----- | ----- | ----- |
| 1 685 | 1 889 | 1 997 | 2 030 | 2 008 | 2 001 | 2 120 | 2 478 | 2 686 |

| 2021  | 2022  | - | - | - | - | - | - | - |
| ----- | ----- | - | - | - | - | - | - | - |
| 2 676 | 2 638 | - | - | - | - | - | - | - |

## Économie
Une grande part des ressources de la commune est d'origine viticole. Le vignoble existe depuis plus de 2 000 ans et produit des rouges à partir des cépages de cabernet sauvignon, de merlot et de cabernet franc ainsi que des blancs secs à partir de sauvignon, de sémillon et de muscadelle. L'AOC du vignoble portésien est celle des Graves.

## Culture locale et patrimoine

### Lieux et monuments
- L'église Saint-Vincent, construite en 1861 par l'architecte Henri Duphot est inscrite à l'Inventaire général du patrimoine culturel[31].
- Il ne subsiste rien du château de Portets construit au XIVe siècle ; le logis actuel date du XVIIe siècle et a été remanié et agrandi dans la première moitié du XIXe siècle ; il a été inscrit au titre des monuments historiques en 2013[32].
  - Au nord du château, près de la Garonne, là où, aujourd'hui, a été construite la halte nautique, se trouvait le Port-du-Roy dont il ne subsiste que les canaux ainsi qu'une tour de guet destinée à la surveillance du trafic fluvial appelée tour du Président de Gasq[33] ; la tour de guet ainsi que le chemin d'arrivée du port et les chenaux sont inscrits au même titre que le château de Portets.
- Le château de Mongenan, classé monument historique depuis 2003[34], propose un jardin botanique portant le label jardin remarquable, du mobilier du XVIIIe siècle et un temple maçonnique de la même époque conservé en l'état.
- Le château de l'Hospital, édifié à la fin du XVIIIe siècle par Victor Louis ou l'un de ses élèves. En 1973, le château est classé au titre des monuments historiques[35]. En 2013, la protection est étendue à l'ensemble du domaine.
- Le Vieux Château Gaubert, entreprise de viticulture sise à l'angle de la route des Graves (RD1113) est l'œuvre, en 1796, de l'architecte Gabriel Durand, élève de Victor Louis et est inscrite au titre des monuments historiques depuis 1987[36].

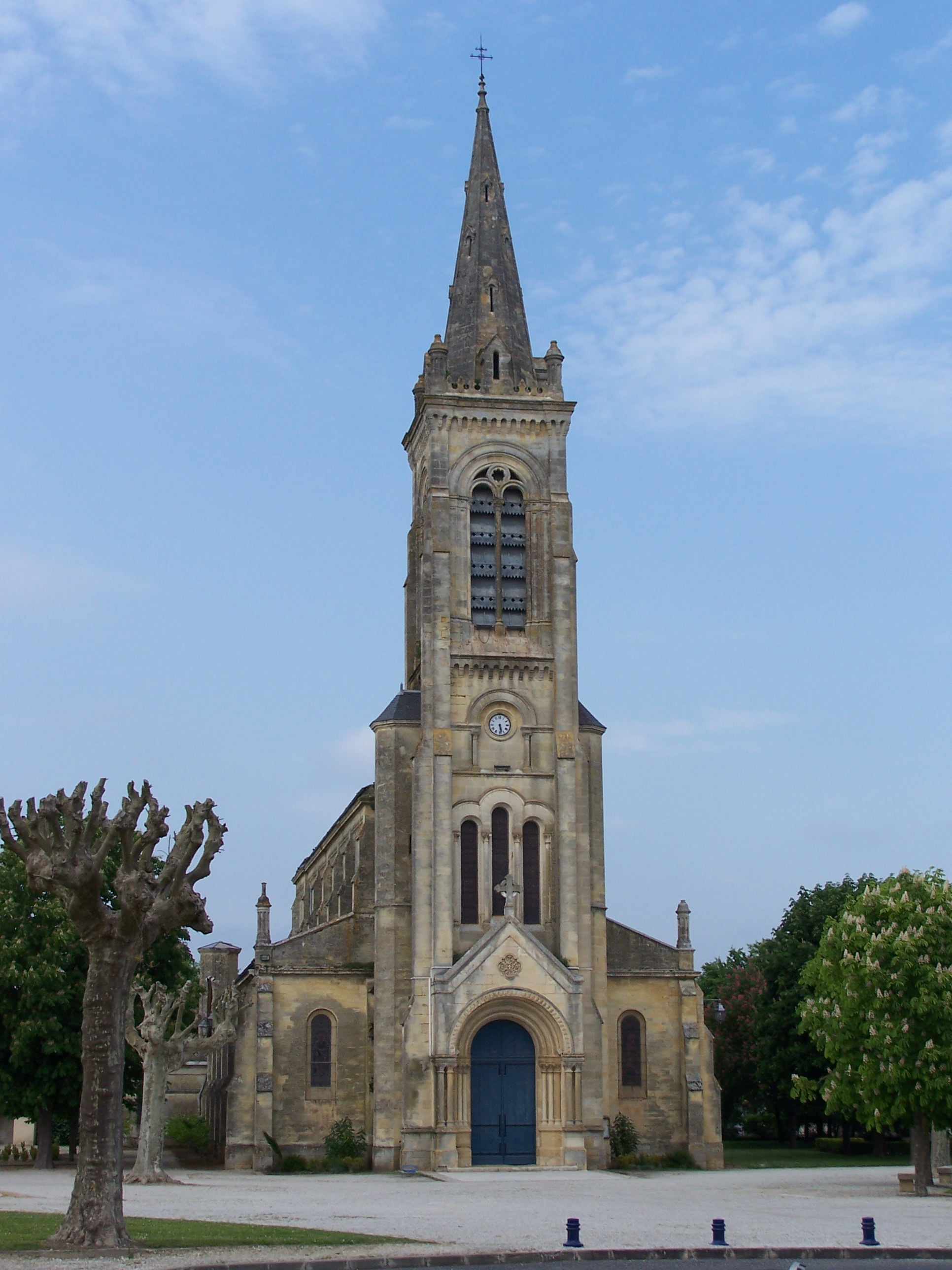
L'église Saint-Vincent.
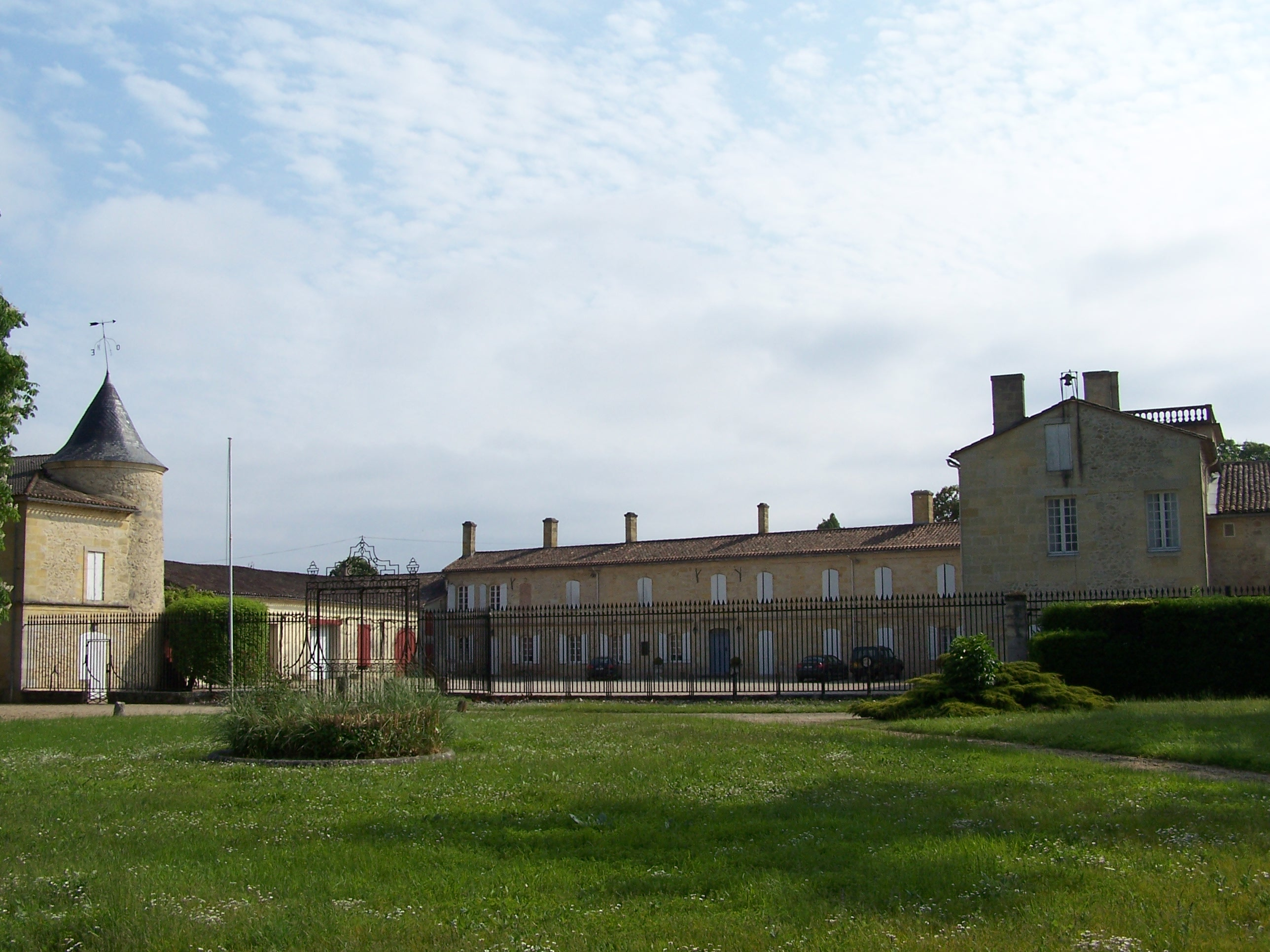
Le château de Portets.
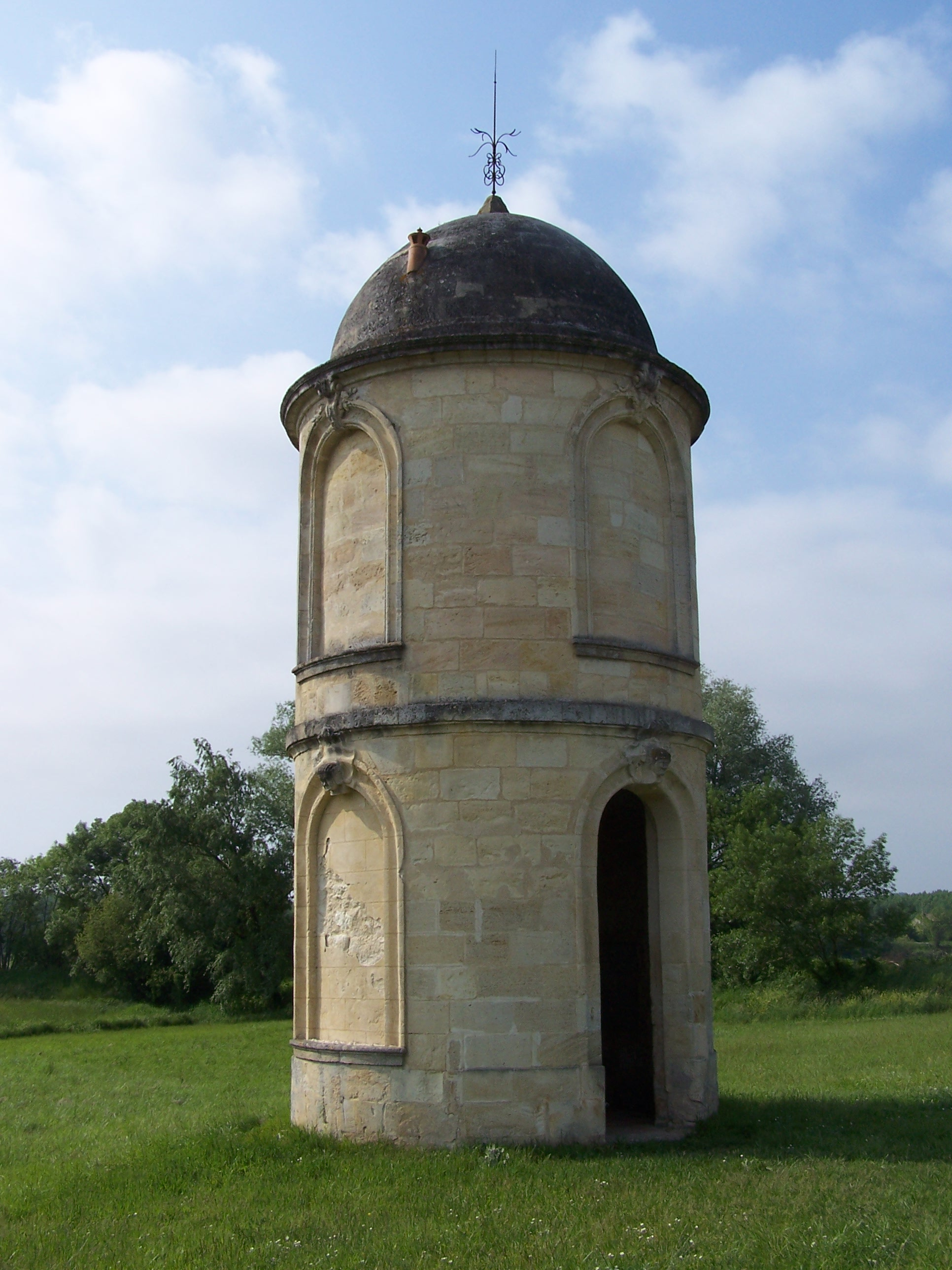
La tour de guet.
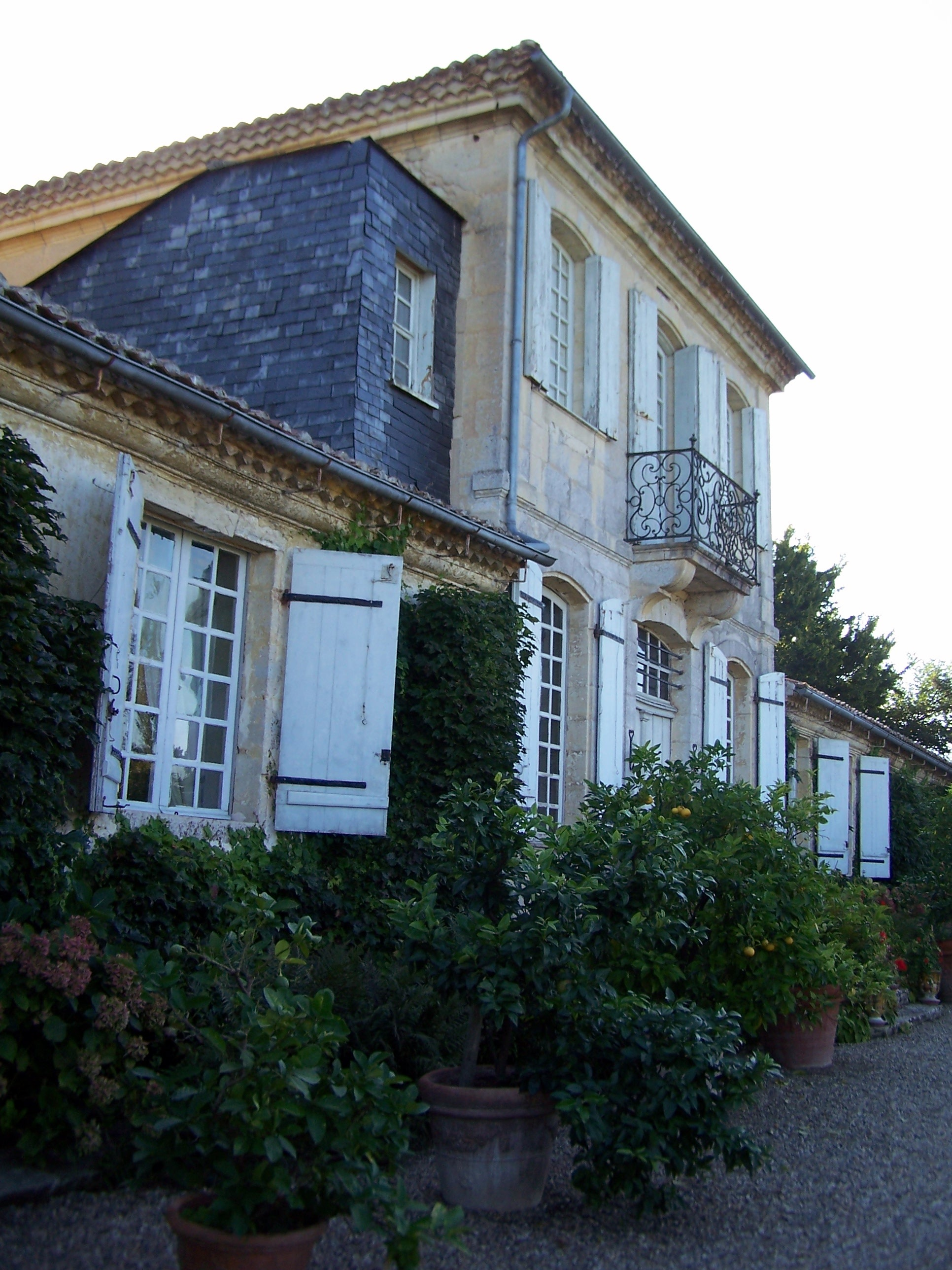
La façade nord du château de Mongenan.
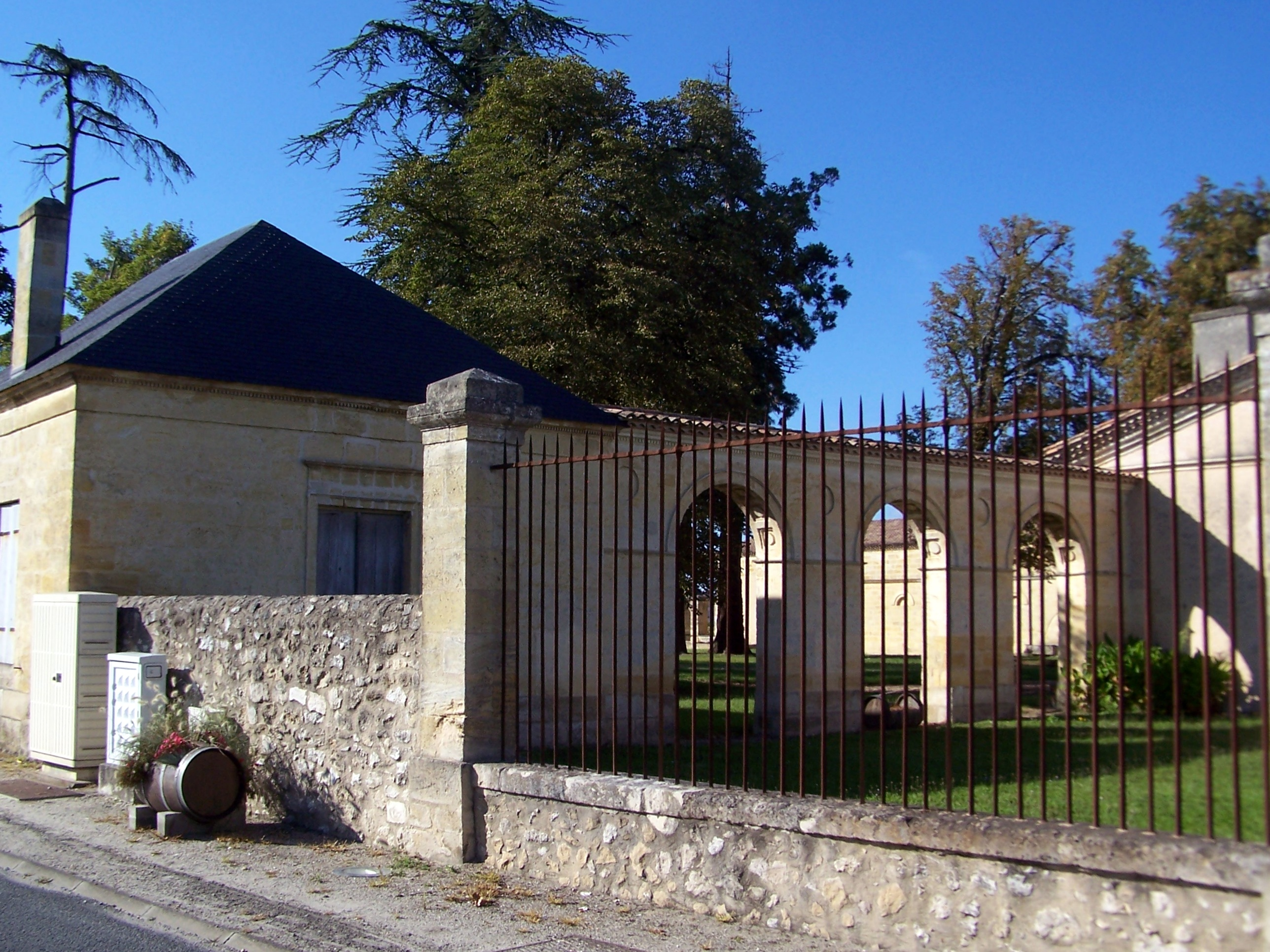
L'angle sud-est du Vieux Château Gaubert.
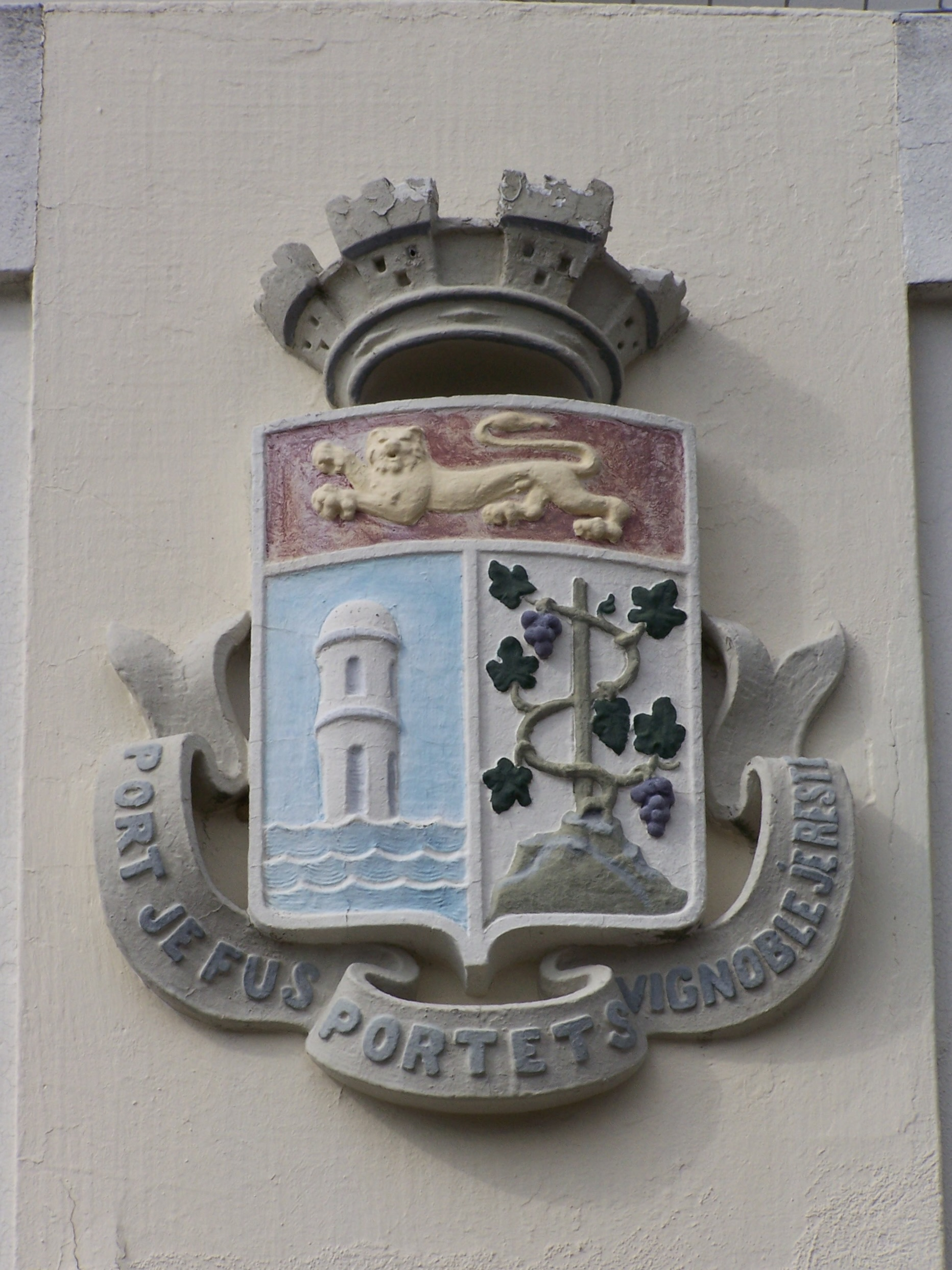
Blason de Portets au fronton d'une école.
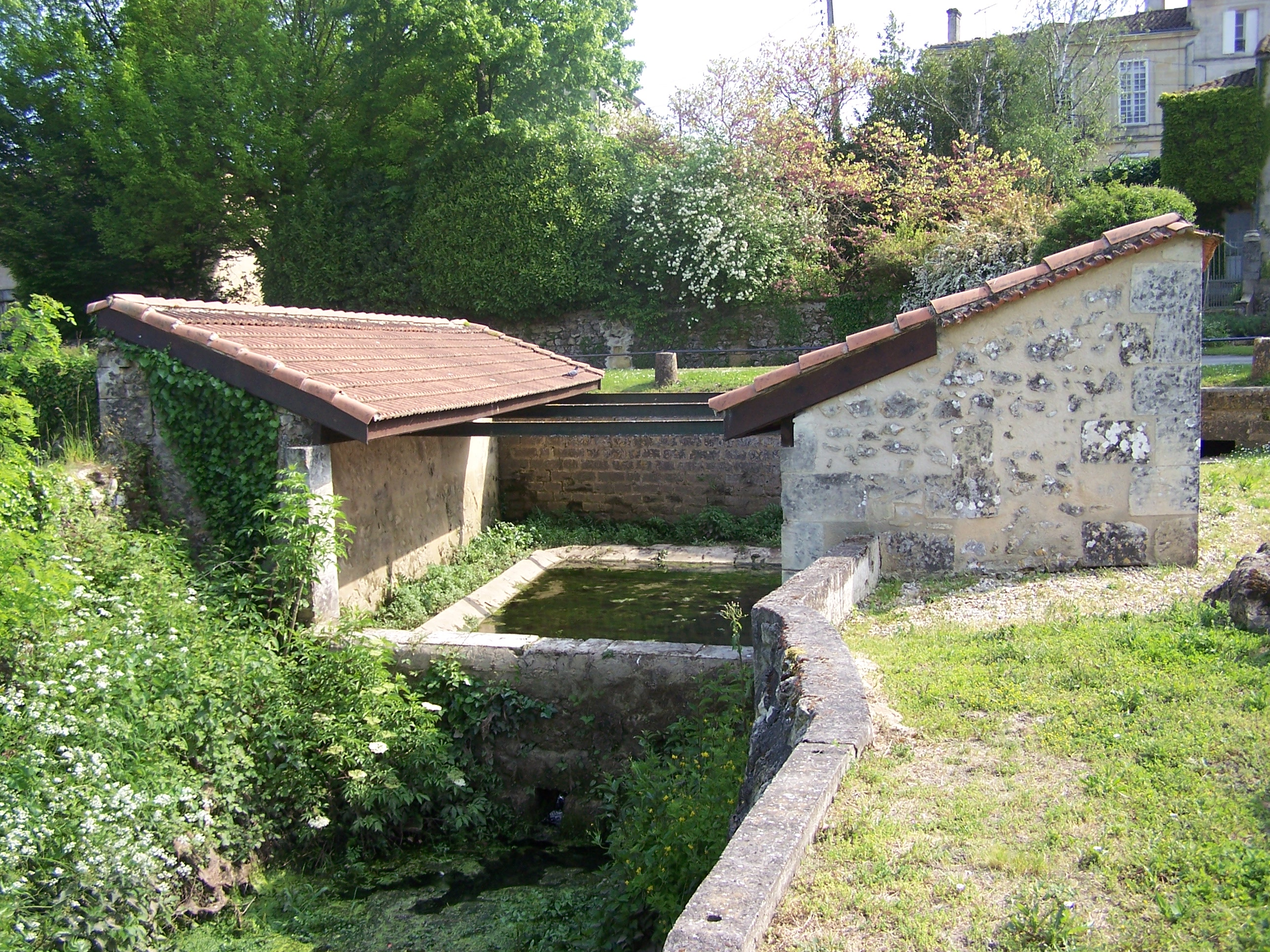
Lavoir près du château.
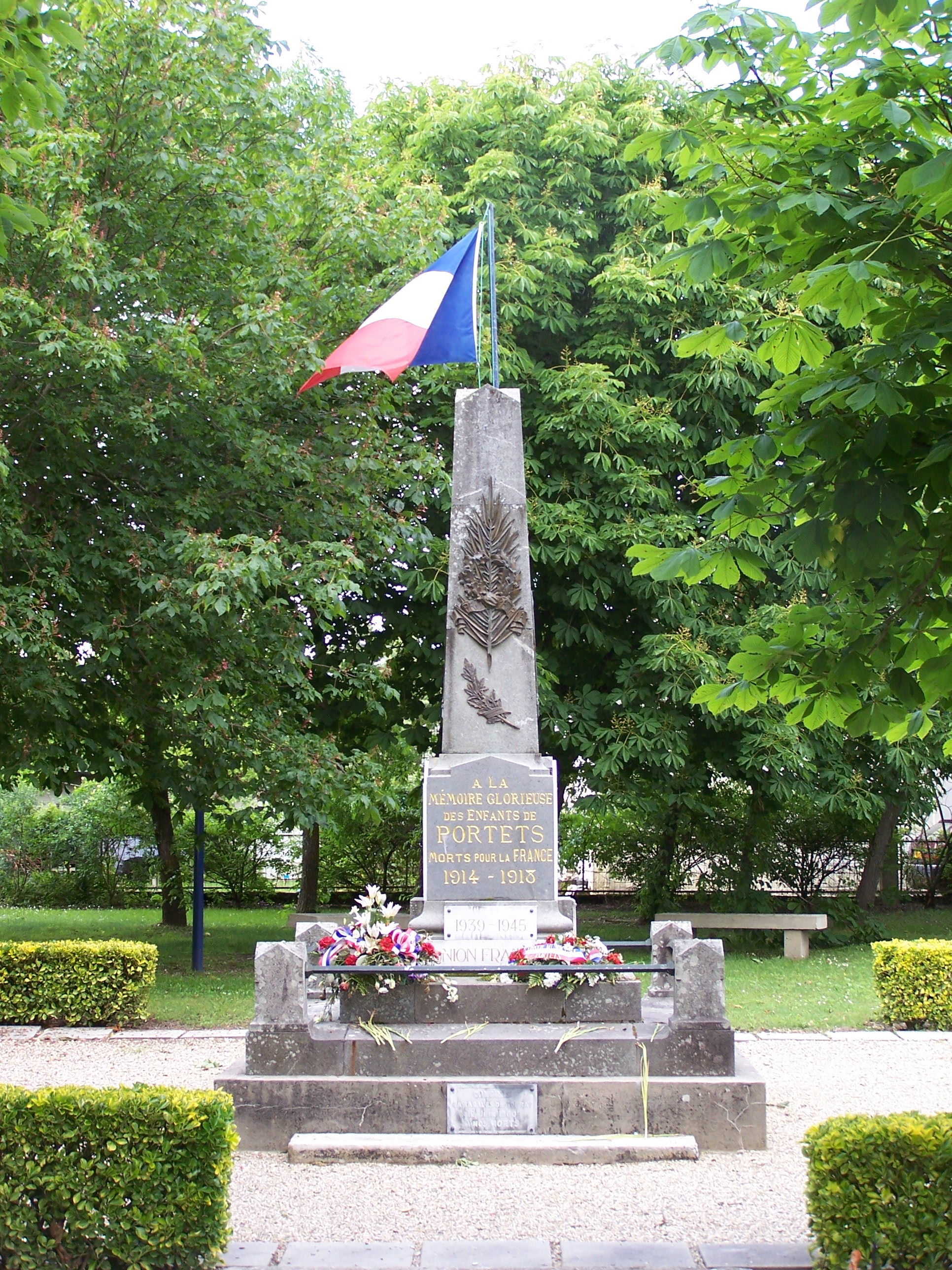
Le monument aux morts près de l'église.

### Personnalités liées à la commune
- Alexandre Deleyre, homme de lettres, né le 10 janvier 1726 à Portets, décédé le 13 mars 1796 à Paris.
- Claude Antoine de Valdec de Lessart, ministre supérieur de Louis XVI de 1790 à 1792
- Louis-Alexandre Cabié, peintre, possédait une maison dans la campagne de Portets.

### Héraldique
| Armes | Les armes de Portets se blasonnent ainsi : Parti, au premier d'azur à la tour de guet couverte en dôme d'argent, ouverte et ajourée de sable, posée sur une rivière du champ ondée aussi d'argent mouvant de la pointe, au second d'argent au cep de vigne de sable feuillé de sinople et fruité de quatre grappes de raisin de pourpre, deux à dextre et deux à senestre, tortillé sur son échalas terrassé aussi de sable ; le tout sommé d'un chef de gueules chargé d'un léopard d'or. - Le lion passant anglais (en français, un léopard) symbolise le duché de Guyenne, auquel appartient la seigneurie au Moyen Âge. - La tour de péage rappelle le passage des gabares sur la Garonne à Portets et le paiement de l’octroi. - Quant au pied de vigne, il évoque l’activité viticole du village. |

La devise associée au blason et, en fait, correspondant à chaque parti, est Port je fus, Vignoble je reste.